# Mont Sokbaro
Der Mont Sokbaro ist mit 658 m Höhe der höchste Punkt von Benin. Er befindet sich an der Grenze zu Togo.